# Ириновка (Краснодарский край)

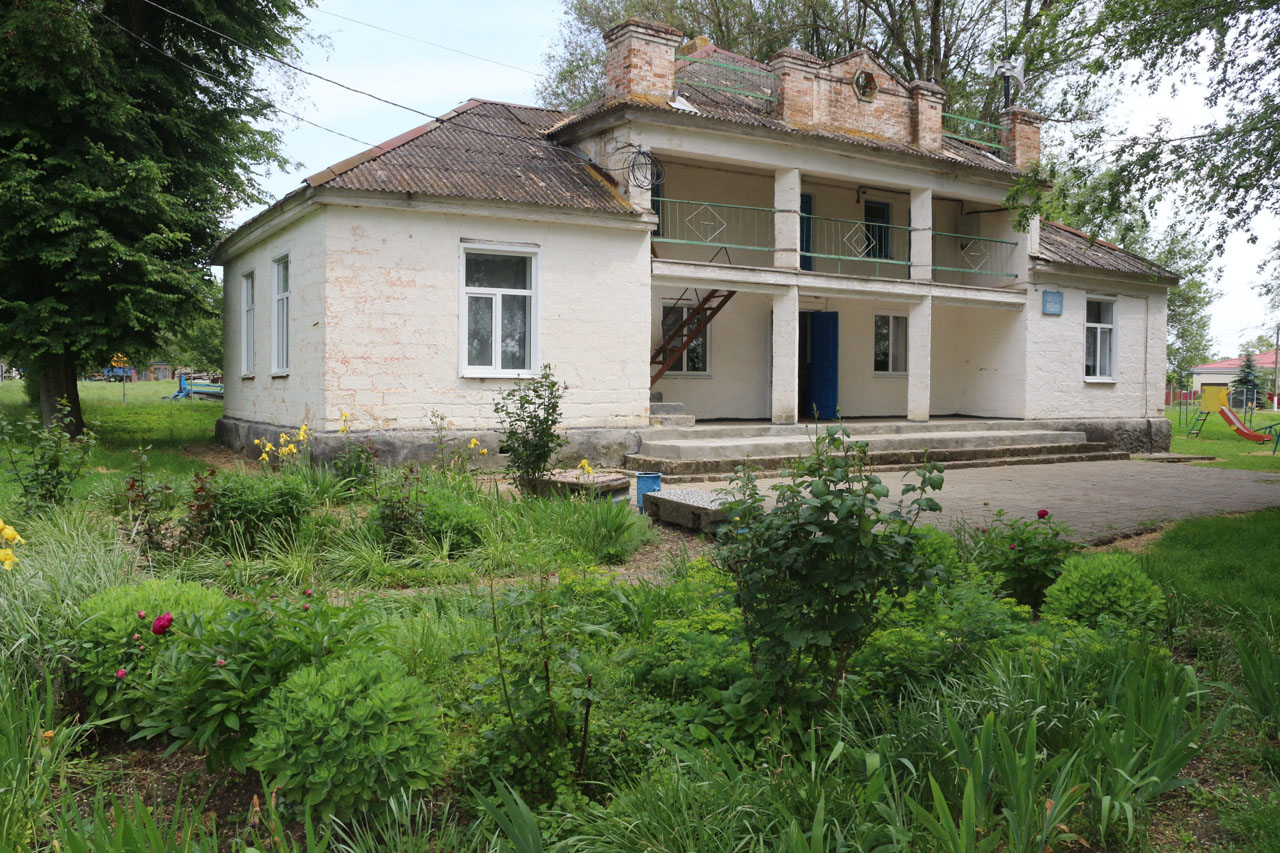
СК "Ириновка" в селе Ириновка, Крыловской район, Краснодарский край

Ириновка — село в Крыловском районе Краснодарского края.
Входит в состав Кугоейского сельского поселения.

## География
Село Ириновка расположено по правом берегу р. Куго-Еи, которая является правым притоком реки Еи. 

### Улицы
- ул. Заречная,
- ул. Мира,
- ул. Молодёжная,
- ул. Набережная,
- ул. Школьная.

## История
Территория, где расположено село Ириновка заселялась с середины XIX века. Так, на карте известного картографа Ф. Ф. Шуберта, уже в 1860-х году в этих местах находим хутора Жолтоножкина и Бондарева, в этом же регионе возник и поселок Ириновка (Ириновский).
В списке населенных мест Области Войска Донского (ОВД) за 1873 год указано, что поселок на крестьянских землях Ильинской волости, Черкасского округа Ириновский расположен при речке Куго Ея, в 120 верстах от города Новочеркасск и 55 верстах от Кагальницкой почтовой станции, в поселке всего было 25 дворов, в которых проживало 126 жителей (66 мужского пола и 60 женского).
Уже с 1876 года жители поселка Ириновского были прихожанами Успенской церкви поселка Глебовско-Поздеевского. В начале XX века был запущен процесс строительства собственной церкви, в Государственном архиве Ростовской области храниться дело, в котором идёт речь об этом (ГАРО Ф. 226, оп. 19, д. 11707, Дело о разрешении постройки церкви в поселке Ириновском,1910–1913 гг.). Церковь должна была называться в честь Св. Мц. Ирины. 28 мая 1910 г. на имя архиепископа Донского и Новочеркасского Владимира (Сеньковского) поступило прошение о разрешении на возведение храма в поселке Ириновском. В прошении говорилось: «Просим… по реке Кугее Кагальницкого благочиния Донской епархии сотнику Ивану Перов[ич]у Господину Каменнову построить во имя святыя и славныя мученицы Ирины деревянную церковь в поселке Ириновском… на земле помещика Каменнова, который жертвует в пользу церкви: 2 десятины [земли] на церковную площадь и тридцать три десятины на содержание церковного причта, и на постройку храма дает наличными пять тысяч рублей». Разрешение Областного правления Войска Донского на строительство храма было выдано 20 июня 1911 г., Донской духовной консистории – 5 июля 1911 г. 5 января 1912 г. было дано Высочайшее соизволение на отчуждение земли Каменнова в пользу церкви. Однако И.П. Каменнов отказался подписать дарственный акт на землю, мотивируя свое решение тем, что «жители не думают начинать постройку храма». 1 мая 1914 г. в Донскую духовную консисторию поступил запрос настоятеля Покровской церкви г. Ростова-на-Дону протоиерея Лазаря Крещановского, в котором говорилось, что Св. Синод разрешил жителям Ириновского поселка приобрести старую Покровскую церковь г. Ростова-на-Дону «для перенесения в поселок», однако дальнейших действий со стороны поселян не последовало. К сожалению данных о том была ли перенесена и построена церковь нет.
После присоединения Ростовского уезда Екатеринославской губернии к ОВД, поселок Ириновский, как и другие населенные пункты вокруг, перешли в состав образованого Ростовского округа ОВД.
По данным первой всероссийской переписи населения 1897 года в поселке Ильинской волости, Ростовского округа, Ириновском (он же Каменка) было 100 дворов, в которых проживало 557 жителей (281 мужского пола и 276 – женского). Среди всего населения поселка большинство были крестьянами, только 4 человека представителями мещан, также следует отметить, что 67 человек были представителями других губерния (не ОВД). Все жители поселка были православные, по родному языку – малороссияне (имеется в виду, что родной язык – украинский), лишь 19 человек разговаривали на русском языке. По возрастным категориям население распределялось следующим образом:
•  до одного года – 23 человека;
•  от 1 до 7 лет – 159 человек;
•  от 8 до 12 лет – 58 человек;
•  от 13 до 15 лет – 18 человек;
•  16 лет – 13 человек;
•  от 17 до 20 лет – 39 человек;
•  от 21 до 25 лет – 27 человек;
•  от 26 до 32 лет – 83 человека;
•  от 33 до 38 лет – 40 человек;
•  от 39 до 50 лет – 45 человека;
•  от 51 до 60 лет – 23 человек;
•  от 61 до 70 лет – 26 человек;
•  старше 71 года – 3.
Из всех жителей 52 человека были грамотными (50 мужчин и 2 женщины). Как уже указывалось, большинство жителей поселка занимались земледелием, но кроме этого были торговцы, а также ремесленники (портные, кузнецы, сапожники, плотники).
В алфавитном списке населенных пунктов Области Войска Донского (ОВД) за 1915 год указано, что поселок Ириновский, Глебовской волости, Ростовского округа, расположен при речке Куго-Ея. В поселке 98 дворов, в которых проживало на то время 675 человека (330 мужского пола и 345 – женского). В поселке имелось сельское правление, а также одна школа. Ближайшая земская почтовая станция – Ильинская (22 версты), ближайшая железнодорожная станция – Кущевка (30 верст), ближайшее почтово-телеграфное отделение – Кущевское. 
Относительно школы, она была основана в начале XX века, в Памятных книжках ОВД за разные годы находим информацию об этом учебном заведении. В 1902 году указано, что тут существовало Ириновское однокласное сельское училище, попечитель сотник Иван Петрович Каменнов, законоучитель священник Василий Богомолов, учитель Дорофей Дорофеев Пекторский. В 1909 году: попечитель сотник Иван Петрович Каменнов, законоучитель священник Михаил Васильевич Богомолов, учитель Георгий Николаев Горяинов (он же преподаватель гимнастики).

## Административно-территориальная принадлежность
Административная принадлежность поселка Ириновка в разные годы:
1.  Ильинская волость, Черкасский округ, Область Войска Донского (… - до 19 мая 1887 года);
2.  Ильинская волость (по данным 1915 г. Глебовская волость), Ростовский округ, Область Войска Донского (19 мая 1887-20 марта 1920 гг.) [2, 3];
3.  Ильинская волость, Ростовский уезд, Донская область (20 марта 1920 – 13 февраля 1924 гг.) [4];
4.  Ростовский округ (с 19 сентября 1924 г. переименован в Донский округ), Юго-Восточная область (20 марта 1924 – 16 октября 1924 гг.) [5]
5.  Ириновский сель/совет, Кущевский район, Донский округ (сам округ просуществовал до 30 июля 1930 г.), Северо-Кавказский край (16 октября 1924 –  10 января 1934 гг.) [6, 7]
6.  Ириновский сель/совет, Крыловский район, Азово-Черноморский край (10 января 1934 – 13 сентября 1937 гг.) [8, 9]
7.  Ново-Пашковский сель/совет, Крыловский район, Краснодарский край (13 сентября 1937 (утверждено 15 января 1938 г.) – 11 февраля 1963 гг.) [10, 11 ст. 34]
8.  Новомихайловский (позже Кугоейский) сельский совет, Кущевский сельский район, Краснодарский край (11 февраля 1963 – 5 апреля 1978 гг.) [12 ст. 53, 13]
9.  Кугоейский сельский совет (с 1993 г. – сельский округ), Крыловский район, Краснодарский край (5 апреля 1978 – 2005 гг.) [14 ст. 53-54, 15]
10.  Кугоейское сельское поселение, Крыловский район, Краснодарский край (с. 2005 года) [15, 16]

## Население
| 2002 | 2010 |
| ---- | ---- |
| 244  | ↘199 |